# Круглов, Владимир Николаевич
Владимир Николаевич Круглов (род. 1925, Москва) — советский футболист, игравший на позиции нападающего. Известен выступлениями за клубы «Торпедо» Ростов-на-Дону и «Торпедо» Москва.

## Биография
Родился в 1925 году в Москве. В 1946 году дебютировал в классе «А» чемпионата СССР, сыграв один матч в составе клуба «Крылья Советов» Москва. В 1949 году выступал за клуб «Химик» (Орехово-Зуево) в классе «Б».
В 1950 году перешёл в клуб «Торпедо» Москва, в 7 матчах забил один мяч, покинул команду в сентябре из-за снижение спортивно-технических показателей. Сезон 1951 года провёл в составе «Химика» из Орехово-Зуево выступавшего в КФК.
В 1952 году пополнил состав клуба «Динамо» Ростов-на-Дону. В 1953 году перешёл в другой ростовский клуб «Торпедо», выступавший в классе «Б», в 17 матчах сезона забил 16 голов, вскоре стал капитаном команды. В сезоне 1954 года провёл за заводчан 23 матча, забил 5 голов.
В 1956 году перешёл в состав клуба «Химик» Северодонецк, в этом же клубе завершил карьеру в командах мастеров.
В классе «А» чемпионата СССР провёл 8 матчей, забил один гол.